# Стефан Кондостефан
Стефан Кондостефан (на гръцки: Στέφανος Κοντοστέφανος) е паниперсеваст, велик дук и военачалник на Византийската империя.
Той е син на севаста Исак Кондостефан, който служи като военен командир през по-голямата част от управлението на император Алексий I Комнин, достигайки до позицията на адмирал (таласократор) по време на войната срещу норманите през 1107 – 1008 г. Стефан е третият известен представител на фамилията Кондостефан с името Стефан след основоположника на рода и своя чичо.
През 1125/1126 г. Стефан Кондостефан се жени за принцеса Анна Комнина (* 1100), дъщеря на византийския император Йоан II Комнин (1087 – 1143) и Ирина (1088 – 1134), и получава титлата паниперсеваст.
За кариерата и ролята на Стефан Кондистефан при управлението на Йоан II Комнин няма сведения, но при управлението на Мануил I той се ползва с изключителното благоразположение на императора и най-вероятно е сред роднините, които подкрепят възцаряването на Мануил, пренебрегвайки правата на по-големия му брат Исак Комнин. Когато Мануил I Комнин решил да отстрани патриарх Козма II Атик заради подкрепата му към по-големия му брат, Стефан Кондостефан бил сред роднините на императора, взели участие в синода от февруари 1147 г., който осъдил и отстранил от длъжност патриарха под претекст, че подкрепя богомилския монах Нифон. Когато разгневеният патриарх проклел утробата на императрицата, за да не роди никога мъжка рожба, нервният и импулсивен по думите на Никита Хониат, Стефан Кондостефан опитал да нападне физически патриарха, но се спрял в последния момент. Това направило лошо впечатление на всички присъстващи, а самият Козма II Атик предрекъл на Стефан, че съвсем скоро ще получи заслужено възмездие за поведението си.
В началото н 1148 г. император Мануил I Комнин започва военна кампания срещу сициалианските нормани на Роберт II, които успели да превземат остров Корфу. В тази кампания сухопътните тагми били поверени на протостратора Алексий Аксух, а командването на флота – на Стефан Конфостефан, който бил издигнат до позицията на велик дука на флота. Първоначално Мануил I трябвало лично да ръководи похода, но пристигането на германския импертор Конрад III в Константинопол принудило императора да остане в столицата. Ромейските войски достигнали острова през ноември 1148 г. и обсадили главната му крепост. Когато вече превалял третият месец от началото на обсадата, един камък, изстрелян с катапулт от крепостта, ударил и ранил смъртоносно Стефан Кондостефан, докато той надзиравал сглобяването на една обсадна машина. Раненият велик дука бил отнесен от сина си Андроник и няколко варяги на кораба си, където починал.
В едно свое стихотвоерение Теодор Продром, описвайки Стефан Кондостефан като великан, чийто гроб бил твърде малък, за да го побере, принася възхвала за храбростта и военните му успехи във войните срещу норманите, селджукските турци, куманите, печенегите и славяните в Илирик и Далмация.

## Деца
Стефан Кондостефан и Анна Комнина имат четири деца:
- Йоан Кондостефан († сл. 1166)
- Алексий († 1176)
- Андроник Кондостефан († сл. 1182)
- Ирина, омъжена за Никифор Вриений († сл. 1166)[12].